# 丁二酮肟
丁二肟是一種化學為CH3C(NOH)C(NOH)CH3的化學物質，可簡寫為dmgH2。它是丁二酮（或稱雙乙酰）的二肟衍生物，可用於檢驗鈀及鎳。其錯合物在理論化學上頗受關注，可成為酶或催化劑的模型。許多相關的配體可由其他的二酮，如二苯基乙二酮合成。

## 製備
丁二酮肟可用丁酮為起始物合成。首先將丁酮與亞硝酸乙酯反應，形成丁二酮單肟，再使用羥胺單磺酸鈉轉換為丁二酮肟：
CH3C(O)CH2CH3  +  CH3CH2ONO  →  CH3C(O)C(NOH)CH3  +  CH3CH2OH
CH3C(O)C(NOH)CH3  +  HONHSO3Na  →  CH3C(NOH)C(NOH)CH3  +  NaHSO4

## Ni(dmgH)2
|  |  |
使用丁二酮肟為試劑來檢驗鎳的方法，是在1905年由L. A. Chugaev所發現。
當作為分析試劑時，dmgH2通常在乙醇溶液中使用。形成錯合物的是丁二酮肟的共軛鹼，而非dmgH2本身；而兩個dmgH−配體以氫鍵結合，形成大環狀的配體。最著名的錯合物是由二價鎳與dmgH2所形成亮紅色的Ni(dmgH)2。這種平面結構的錯合物非常難溶於水，故常用於（如礦石中）鎳的重量分析。

## 鈷肟錯合物
dmgH2與其錯合物中的氮原子是sp2雜化的。由於[dmgH]22−的大環是平面的，它的結構與一些生物上重要的大環配體，如維生素B12與肌紅蛋白相似。一類有名的這類模型化合物是分子式為CoR(dmgH)2L的鈷肟錯合物，其中R為烷基，L則通常是吡啶。在此錯合物中，L和R位於鈷的軸向位置上，與(dmgH)2的平面垂直。